# Henry Elliott
Henry Junior Elliott oder Henry Junior Elliot (* 15. Februar 1946 in Reims) ist ein ehemaliger französischer Leichtathlet. Er gewann bei Hallen-Europaspielen zwei Silbermedaillen im Hochsprung.

## Sportliche Karriere
Der 1,75 Meter große Elliott startete von 1967 bis 1970 für Stade Reims, von 1971 bis 1974 für AS Mantes und danach für ES Viry Châtillon. Elliott war 1971 und 1972 französischer Meister im Hochsprung. 1974 wurde er Hallenmeister. Seine Bestleistung von 2,18 Meter sprang er am 18. Juni 1972 in Sartrouville.
Elliott trat bei fünf Wettkämpfen im Juniorenbereich, bei dreißig Wettkämpfen im Erwachsenenbereich sowie zweimal bei inoffiziellen Wettkämpfen im Nationaltrikot an. 1967 bei den Europäischen Hallenspielen in Prag wurde er mit 2,14 Meter bei gleicher Höhe Zweiter hinter Anatolij Moros aus der Sowjetunion. Bei den Olympischen Spielen 1968 in Mexiko-Stadt schied Henry Elliott in der Qualifikation mit 2,09 Meter aus. Im Jahr darauf bei den Europäischen Hallenspielen in Belgrad Übersprang Elliott 2,14 Meter und wurde Zweiter hinter Walentin Gawrilow aus der Sowjetunion, der 2,17 Meter sprang. Im Sommer bei den Europameisterschaften 1969 in Athen erreichten die beiden Franzosen Henry Elliott und Robert Sainte-Rose mit 2,08 Meter das Finale. Sainte-Rose wurde mit 2,08 Zehnter, Elliott belegte mit 2,14 Meter den vierten Platz mit drei Zentimetern Rückstand auf die Medaillengewinner. Zwei Jahre später bei den Europameisterschaften in Helsinki erreichte kein Franzose das Finale. Sainte-Rose und Elliott schieden mit 2,10 Meter in der Qualifikation aus. 1972 bei den Olympischen Spielen 1972 in München übersprang Elliott in der Qualifikation 2,15 Meter. Im Finale schied er mit 2,10 Meter als 15. aus, bester Franzose war Bernard Gauthier unmittelbar vor Elliott. 1974 belegte Elliott mit 2,14 Meter noch einmal den 12. Platz bei den Halleneuropameisterschaften in Göteborg.